# Carravranë
Carravranë / Cnrovrana (cyr. Цнроврана) – wieś w Kosowie, w regionie Prizren, w gminie Malishevë/Mališevo. W 2011 roku liczyła 1567 mieszkańców. 